# Die Wucherpille
Die Wucherpille war eine antisemitische Wochenschrift, die von 1883 bis 1886 in Mainz verlegt wurde. Der Untertitel lautete: Volksthümliches Wochenblatt für Leser jeder christlichen Confession. Gegen Anmaßung, Wucher und systematische Ausbeutung in Stadt und Land. Das Blatt wurde von Verleger und Chefredakteur Wilhelm Emanuel Windecker herausgegeben. Die Schrift erschien "reichsweit".

## Geschichte
Die erste Ausgabe der Zeitschrift, eine Probenummer, erschien am 11. November 1882. Es folgten drei weitere Probenummern, bis am 6. Januar 1883 die erste reguläre Ausgabe erschien. Von da an erschien die Zeitschrift wöchentlich. 1884 vereinigte sich das Blatt mit der Patriotischen Zeitung aus Liegnitz in Schlesien. Ab der Ausgabe 5/1883 wurde der Zeitschrift eine Beilage mit Prosa-Texten und Karikaturen beigefügt: Der Jux. Humoristisch-witzige, satyrisch-antisemitische Funken. 1883 erschien ein Bildband, der antisemitische Karikaturen enthielt. Die genaue Auflagezahl ist nicht mehr nachweisbar. Laut Selbstdarstellung war Die Wucherpille eines von „fünf rein antisemitischen Blättern in Deutschland“. Das Blatt fand seine Verbreitung in Mainz und Rheinhessen und war sowohl im Zeitschriftenhandel als auch im Abonnement erhältlich. Die letzte Ausgabe erschien am 26. Juni 1886.

## Ideologie
Die Wucherpille verstand sich als antisemitische Wochenschrift, die über jüdische Raffgier, Wucher und Ausbeutung aufzuklären vorgab. Das Blatt war der Selbstdarstellung nach überkonfessionell und bediente sich antijudaistischer Klischees aus dem Christentum, so der Ritualmordlegende, sowie anti-talmudischer Kritik nach August Rohling. Dabei ist das Blatt vor allem an dem modernen Antisemitismus orientiert, der sich auf Rassentheorien stützt. Die Französische Revolution galt als Sieg des Judentums. Auch der Zinswucher sowie die angebliche wirtschaftliche Überlegenheit der Juden wurde aufgegriffen. Dementsprechend verlegte sich das Blatt auch auf die Denunziation wirtschaftlicher Konkurrenten.

## Inhalt

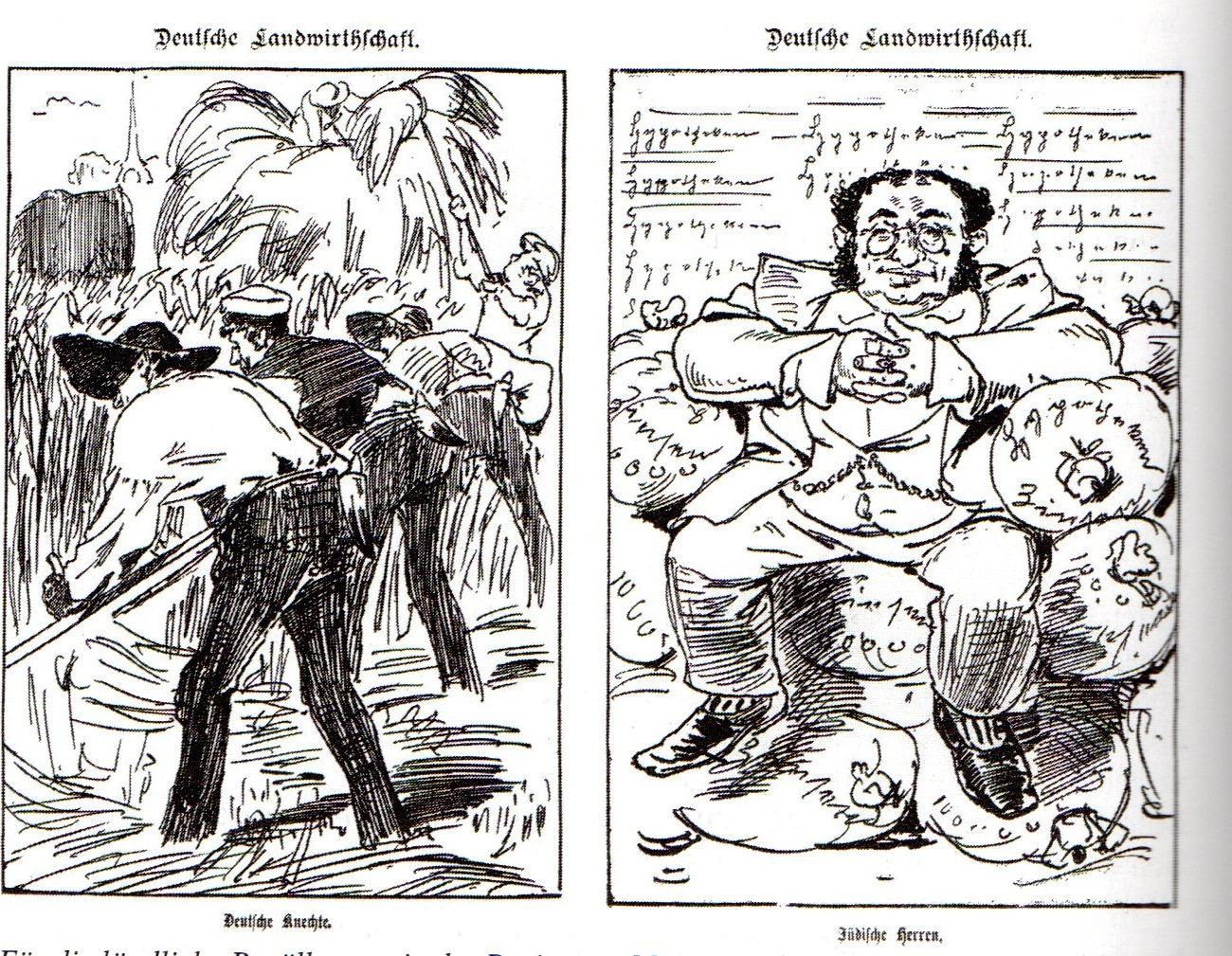
Beispiel einer antisemitischen Karikatur aus Die Wucherpille. Links die Bildunterschrift Deutsche Knechte, rechts: Jüdische Herren

Die Wucherpille bestand durchschnittlich aus sechs Seiten, wobei ein bis zwei Seiten Anzeigen vorbehalten waren. Die Titelseite enthielt das Editorial An unsere Leser!, das immer die gleichen Leitsätze wiederholte. Neben dem Untertitel der Zeitschrift handelte es sich dabei um
- Gegen jede Ausbeutung habgierigen Charakters
- Zur Anzeige jedwelcher begründeten Beschwerde gegen jüdische Arroganz
- Als Schutzwehr gegen die Vorkommnisse semitischer Übergriffe und systematischer Ausbeutung
- Gegen die Verächtlichmachung christlicher Gebräuche im Judentum
- zum unerschrockenen Kampf gegen den extrem-jüdischen Racen-Charakter und die nur zu häufig mit ihm verbundene Anmaßung und Ausbeutung

Auf der Titelseite befand sich außerdem das Feuilleton, das aus Nachdrucken anderer Zeitungen bestand und meist Essays oder Fortsetzungsgeschichten mit antisemitischem Charakter enthielt. In späteren Ausgaben kamen Leitartikel hinzu. Im Innenteil der Zeitschrift wurden unter der Rubrik „Zustände“, später „Rundschau“, Kurzmeldungen aus anderen Städten im In- und Ausland veröffentlicht, darunter vermeintliches Fehlverhalten von Juden oder Berichte über antisemitische Versammlungen. Häufig werden auch Gerichtsverfahren gegen Verleger und Chefredakteur Wilhelm Emanuel Windecker dokumentiert, der wegen Beleidigung mehrfach zu Geldstrafen verurteilt wurde. Das Blatt enthielt außerdem Besprechungen antisemitischer Schriften.
Die Gastautoren der Wochenschrift stammen aus dem antisemitischen Spektrum Hessens, darunter bekannte Namen wie Otto Böckel, der Ende 1885/Anfang 1886 unter seinem Pseudonym „Dr. Capistrano“ den Beitrag Wann werden die Juden zur Vernunft kommen? in zwei Ausgaben abdrucken ließ. Im Berliner Antisemitismusstreit nahm das Blatt die Position Heinrich von Treitschkes an.

## Beilage „Der Jux“

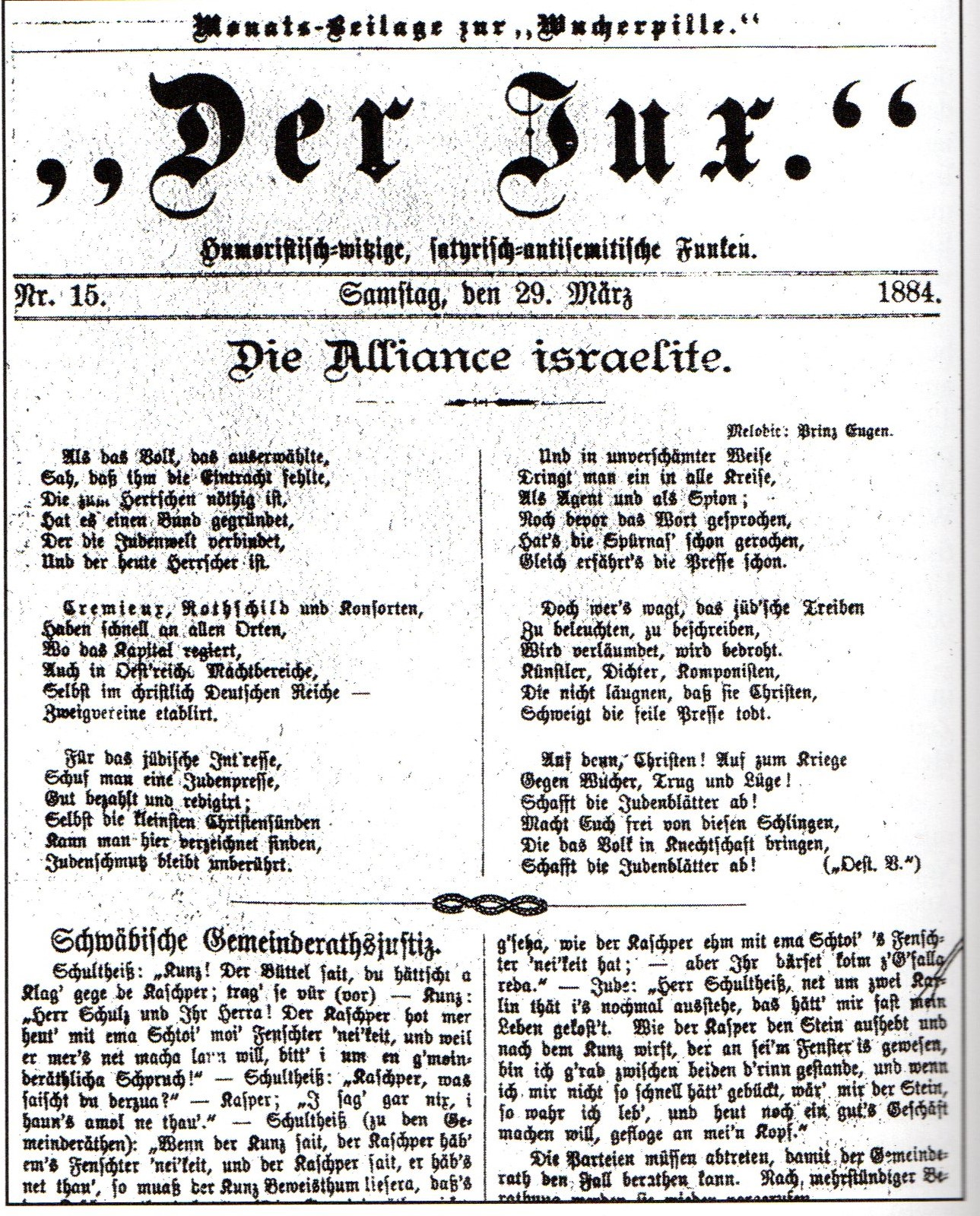
Der Jux vom 29. März 1884

Der Jux. Humoristisch-witzige, satyrisch-antisemitische Funken erschien ab dem 3. Februar 1883 in zunächst unregelmäßiger, dann monatlicher Folge als Beilage der Wochenschrift auf vier kleinformatigen Seiten. Der Jux war als humoristisch-satirisches Blatt konzipiert, das antisemitische Prosa, Witze und Karikaturen enthielt.

## Interessentenkreis
Das Blatt richtete sich vor allem an Handwerker und Bauern, deren wirtschaftliche Situation sich durch die fortlaufende Industrialisierung verschlechterte und denen die Zeitschrift mit den kapitalistischen Juden einen Sündenbock vorsetzte. Eine weitere Adressatengruppe waren die christlichen Arbeiter.
Ab der vierten Probenummer druckte das Blatt zwei Anzeigenseiten mit Inseraten aus Mainz und Umgebung. Aber auch einzelne Fachgeschäfte bis nach Berlin inserierten in der Zeitschrift. Zum Großteil bestand der Kreis der Anzeigenkunden jedoch aus Geschäften, die meist auch Die Wucherpille im Angebot hatten. Daneben wurden über die Anzeigenseiten auch Broschüren des Verlages beworben. In der Kopfzeile stand der Aufruf „Kauft nur bei Christen!“